# Chula Vista FC
Chula Vista Futbol Club é uma agremiação esportiva da cidade de Chula Vista, Califórnia.  Atualmente disputa a SoCal Premier League.

## História
O clube existe desde 1982, porém até 2011 era destinada as categorias de base. Nesse período passaram pelas categorias de base do Chula Vista vários jogadores com passagens na MLS e Liga MX, como Alejandro Guido, Paul Arriola, Joe Corona, Gabriel Farfan e Michael Farfan.
Sua primeira partida oficial foi contra o North County Battalion. O clube possui rivalidade com o Albion SC Pros O clube possui planos de migrar para alguma liga maior no futuro, como a NASL ou a USL. O clube disputou a Lamar Hunt U.S. Open Cup nas temporadas 2015 e 2017.

## Estatísticas

### Participações
|  | Participações em 2020 |

| Competição     | Competição               | Temporadas | Melhor campanha      | Estreia | Última | P | R |
| Estados Unidos | Lamar Hunt U.S. Open Cup | 3          | Terceira Fase (2015) | 2015    | 2020   |   | – |